# Kim Won-Tak
Kim Won-Tak (en hangul: 김 원탁) (Corea del Sud 1964) és un atleta sud-coreà, ja retirat, que es feu famós per la seva participació en els Jocs Olímpics d'Estiu de 1988.
Va néixer el 21 de juliol de 1964 en una ciutat desconeguda de Corea del Sud.
Especialista en marató, va participar, als 24 anys, en els Jocs Olímpics d'Estiu de 1988 celebrats a Seül (Corea del Sud), on finalitzà divuitè en aquesta prova. En la cerimnònia d'inauguració fou l'encarregat d'encendre el peveter olímpic juntament amb Sohn Mi-Chung i Chung Sunman.